# Lamta
Lamta (arabe : لمطة) est une ville littorale du Sahel tunisien située entre Monastir au nord (14 kilomètres) et Mahdia au sud (28 kilomètres).
Rattachée au gouvernorat de Monastir, elle constitue une municipalité comptant 5 790 habitants en 2014 et fondée le 8 avril 1985. Elle fait partie avec les municipalités de Sayada et Bouhjar de la délégation de Sayada-Lamta-Bouhjar. Les municipalités limitrophes sont Sayada au sud, Bouhjar et Ksar Hellal à l'ouest et Ksibet el-Médiouni au nord.

## Histoire
L'histoire de la ville remonte à l'Antiquité où elle porte le nom de Leptis Minor pour la distinguer de Leptis Magna située en Tripolitaine (actuelle Libye). Leptis Minor, également orthographiée Leptiminus, Leptis Minus ou Leptis Parva, est à l'origine une agglomération libyque soumise aux influences puniques. Elle est choisie par les Carthaginois comme station dans le bassin méditerranéen au vu des caractéristiques de cette ville et de ce qu'elle représente en matière de sécurité et d'emplacement stratégique pour leurs navires. Cela conduit à sa transformation en centre commercial important. Elle est mentionnée pour la première fois au IVe siècle av. J.-C. par le Périple du Pseudo-Scylax.
La cité reste célèbre par son rôle dans divers évènements de la Tunisie antique :
- En 237 av. J.-C., Hamilcar Barca remporte dans les environs une importante victoire sur les Mercenaires qui, sous le commandement de Mathó, se révoltent contre Carthage au lendemain de la première guerre punique[4].
- En 203 av. J.-C., lors de la deuxième guerre punique, Hannibal Barca, de retour de la campagne d'Italie où il a remporté ses fulgurantes victoires de Trasimène et de Cannes, y débarque avant de regagner Hadrumète et livrer sa dernière bataille à Zama contre les troupes de Scipion l'Africain[5].
- Au cours de la troisième guerre punique, Leptis Minor est l'une des sept villes puniques qui s'allient à Rome contre Carthage. Après la destruction de cette dernière en 146 av. J.-C., victorieux et maîtres de la province d'Afrique, les Romains octroient à cette ville le statut de « civitas libera et immunis » (cité libre et exempte d'impôts)[6].

La portée stratégique de cette ville est à nouveau soulignée par les péripéties de la guerre civile romaine de 47-46 av. J.-C. À cette date, Leptis Minor s'allie à Jules César contre les Pompéens avant la célèbre bataille de Thapsus. Après la défaite des républicains, les royaumes numides sont annexés par Rome pour former l'Africa Nova (nouvelle Afrique) en remplacement de l'Africa Vetus (première province romaine).
L'ascension de cette ville se confirme par sa promotion relativement précoce, par rapport à nombre de cités africaines, au rang de colonie par l'empereur romain Trajan au début du IIe siècle. Cette ville, fortement romanisée, connaît alors l'implantation d'un grand nombre de citoyens romains d'origine italique et le brassage de différentes populations. Autre signe de cette intégration à l'Empire romain, le taux relativement respectable dans les statistiques des militaires d'origine leptitain qui servent dans la troisième légion au IIe siècle. L'importance politico-économique de cette cité ressort aussi du fait qu'elle est, au IIIe siècle, le chef-lieu d'une région domaniale dite « regio leptiminesis ». Par ailleurs, l'épigraphie indique que le culte impérial y est pratiqué et que Bacchus et Vénus étaient parmi les divinités vénérées dans cette ville.
Ce port ouvert aux courants commerciaux, humains et culturels est un lieu charnière entre le bassin méditerranéen et son propre arrière-pays. Les échanges commerciaux très actifs favorisent par ailleurs l'implantation de commerçants étrangers et d'agences bancaires et de services pour faciliter les transactions. Dans ce cadre, on sait que cette ville est autorisée à frapper monnaie. Ces échanges charrient aussi des influences religieuses étrangères et surtout orientales. Ainsi, la religion chrétienne y est mentionnée dès le milieu du IIIe siècle.

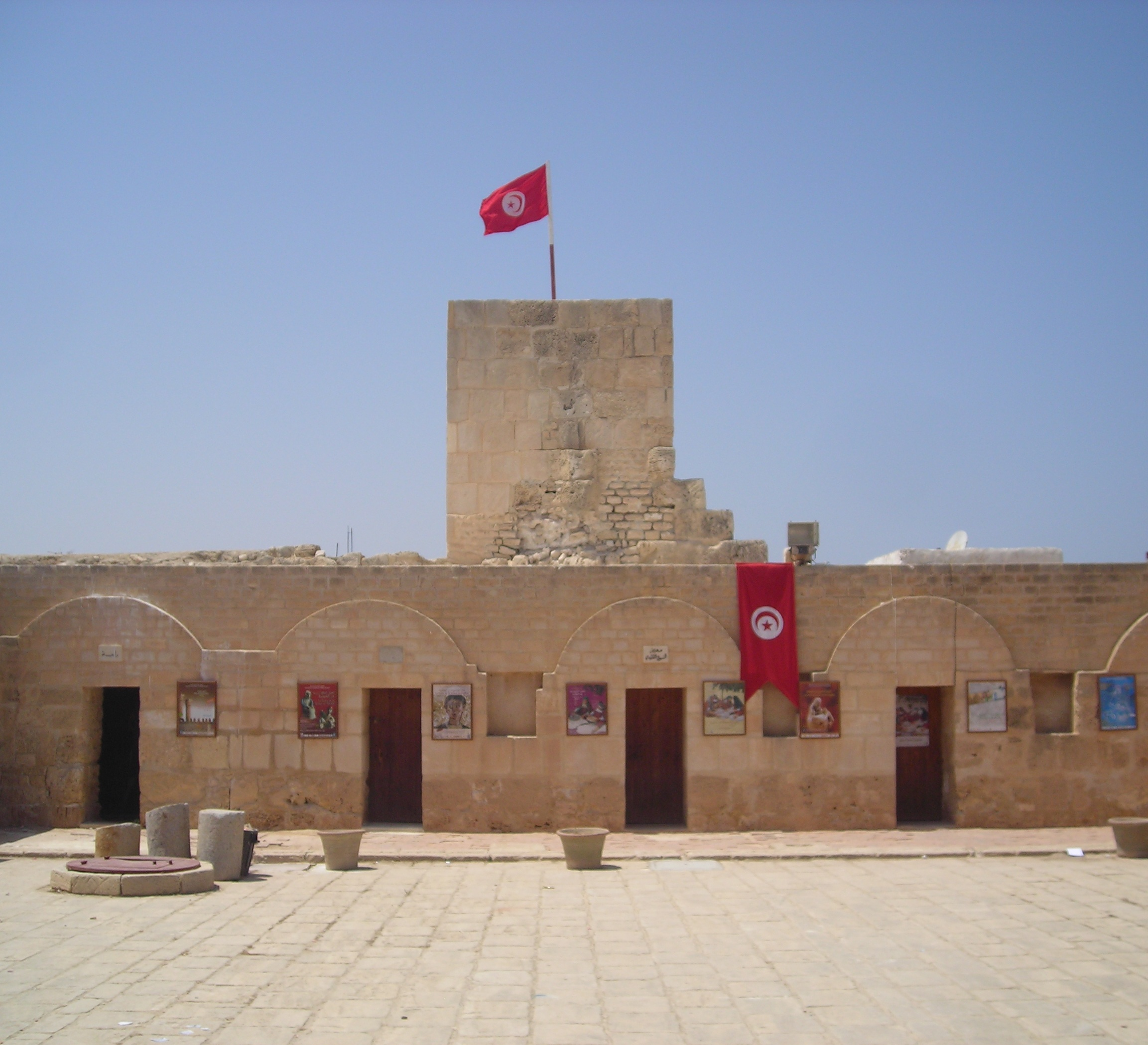
Ribat de Lamta.

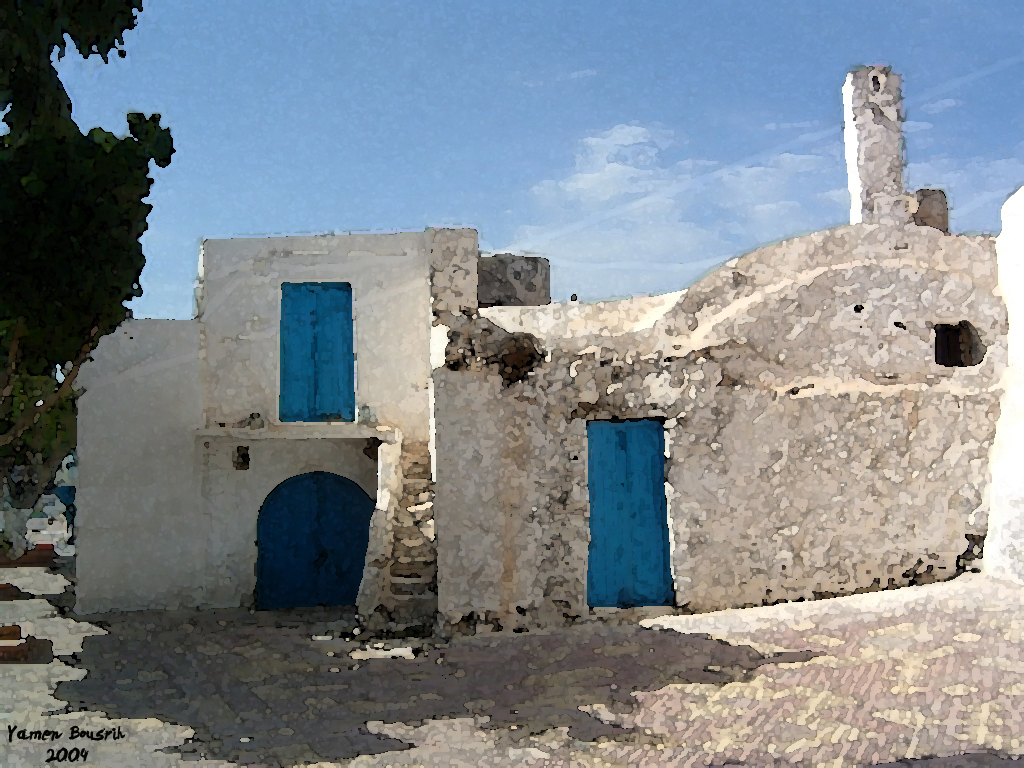
Habitat traditionnel au centre de Lamta.

À partir de cette époque, cette ville est représentée par des évêques dans différents conciles de l'Église catholique en 256, 411, 484 et 641. Elle connaît également le grand conflit qui déchire le christianisme africain puisque figurent sur les listes des participants à ces conciles des évêques catholiques mais aussi donatistes. Lors de la conquête byzantine en 533, l'armée dirigée par le général Bélisaire passe par la ville en se dirigeant vers Carthage. L'importance politico-stratégique de Leptis Minor est à nouveau soulignée par son choix comme siège du commandement militaire byzantin en Byzacène et sa dotation d'importantes forteresses.
À la suite de la conquête islamique, sous le règne des Aghlabides, la ville se voit dotée en 859 de l'un des plus anciens ribats qui se sont égrenés le long de la côte ifriquienne. Ce ribat est probablement bâti sur les ruines d'une forteresse byzantine. Le géographe arabe Al Idrissi l'évoque au XIIe siècle sous le nom de Ksar Lamta.
Le ribat de Lamta, dont seul le premier niveau est assez bien conservé, est construit en pierres de taille et en moellons ; c'est une enceinte carrée de 36,20 m de côté avec des tours d'angle circulaires aux extrémités dont un porche précède la porte d'entrée. Un siècle plus tard, le voyageur arabe Al Tijani mentionne Lamta parmi les villes et villages du Sahel.

## Culture

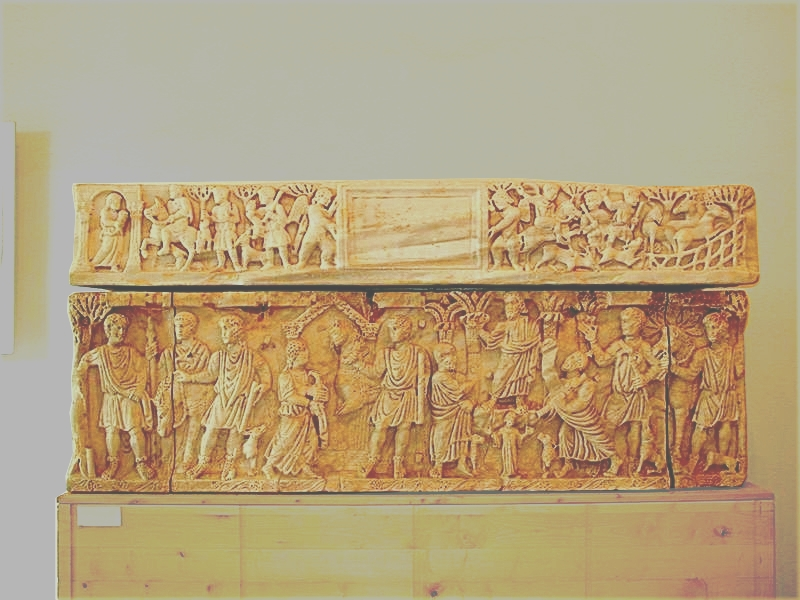
Sarcophage exposé au musée archéologique de Lamta.

Connue d'après certains passages de textes (Polybe et le Bellum africanum), son histoire punique est attestée par des données archéologiques funéraires fournies par une vaste nécropole située au nord de Lamta.
Sa période romaine, mieux connue, est attestée par différents vestiges exposés au musée archéologique de Lamta (inauguré en 1992) ainsi qu'au musée national du Bardo (dont une mosaïque du IIIe siècle figurant Apollon, les neuf muses et les quatre saisons). Mais la principale pièce reste sans doute le sarcophage chrétien découvert en 1975 entre Sayada et Ksar Hellal, qui constitue une œuvre d'art unique en Tunisie tant par sa beauté que par son état de conservation.
C'est à Lamta que se déroule chaque année le festival de la bsissa.

## Transport

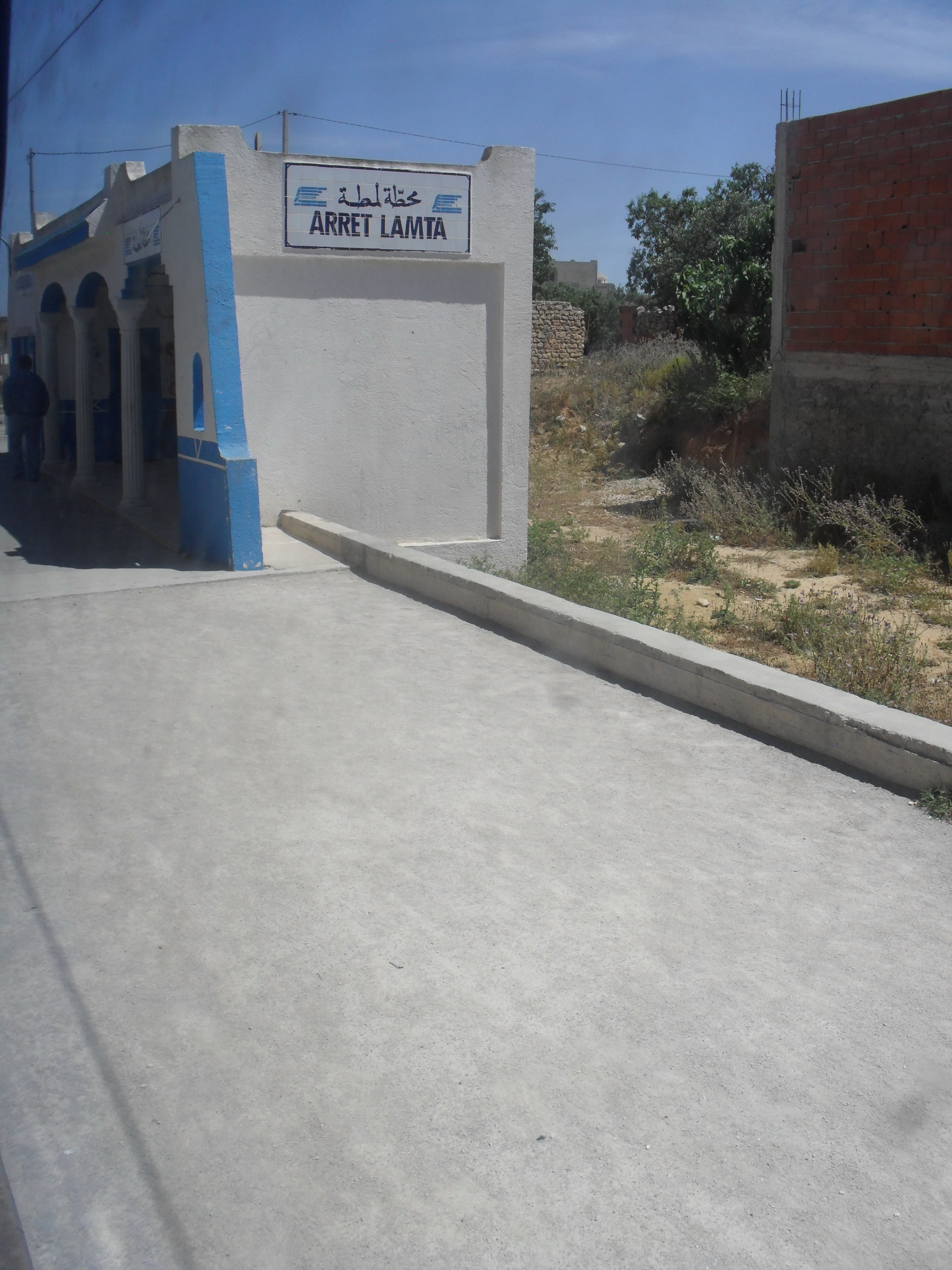
Gare de Lamta.

La ville de Lamta est desservie par une station du Métro du Sahel.

## Jumelages
- Tuoro sul Trasimeno (Italie) depuis 1985[14]

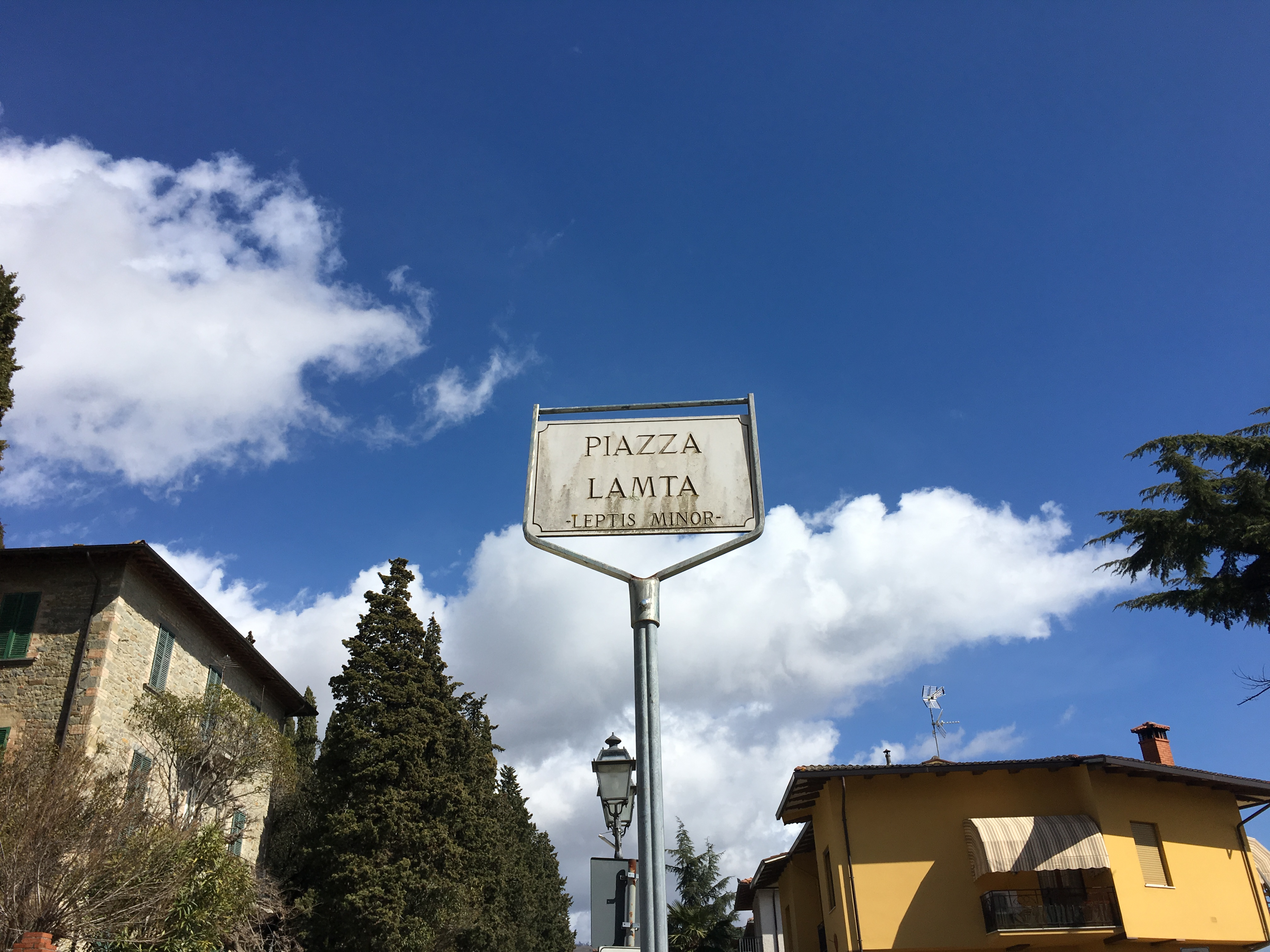
Place Lamta à Tuoro sul Trasimeno.
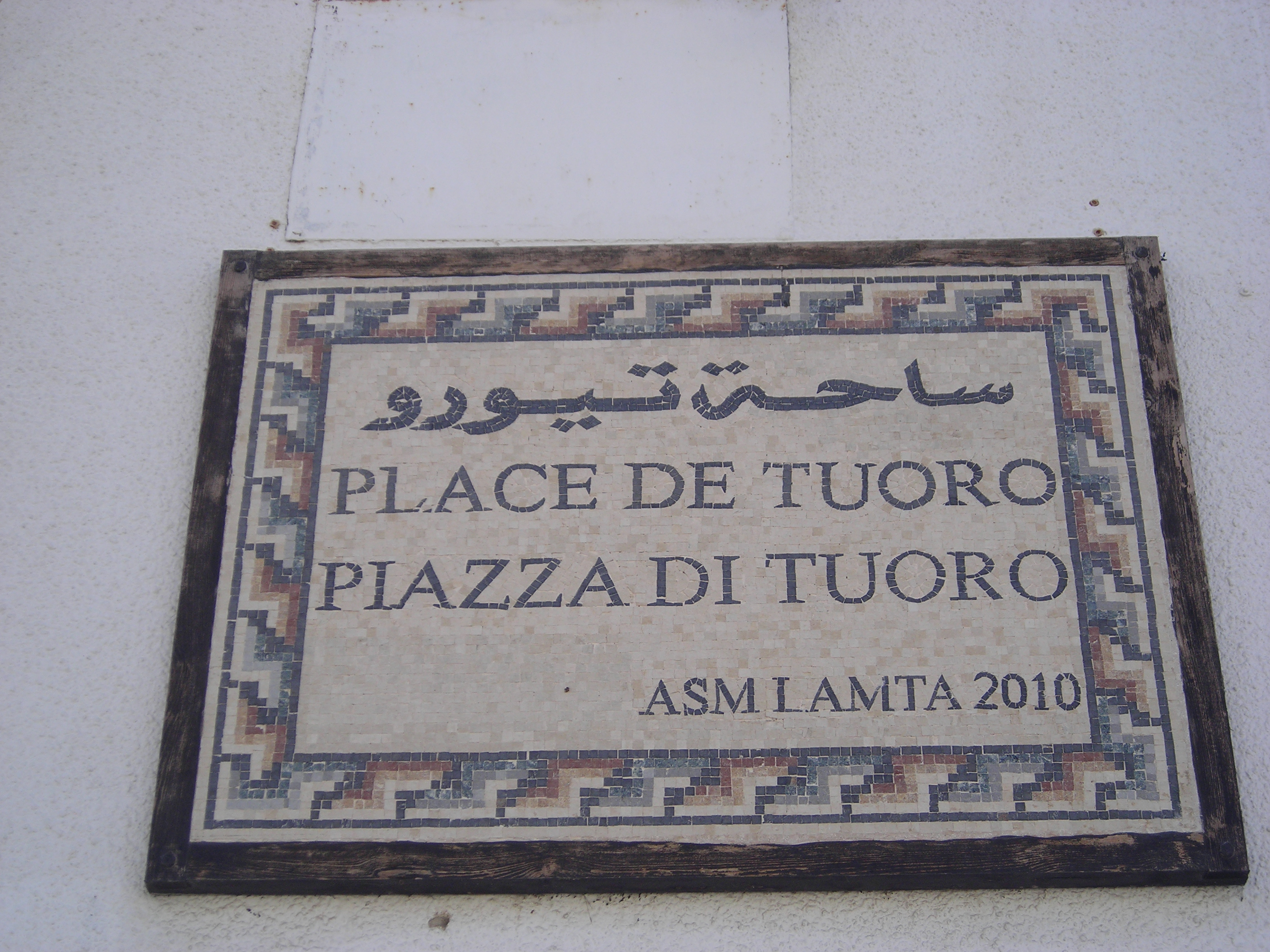
Place Tuoro sul Trasimeno à Lamta.